# Salem (hrabstwo Pierce)
Salem – miasto w Stanach Zjednoczonych, w stanie Wisconsin, w hrabstwie Pierce.